# Staré Město u Uherského Hradiště
Staré Město u Uherského Hradiště – stacja kolejowa w miejscowości Staré Město, w kraju zlińskim, w Czechach. Jest ważnym węzłem kolejowym o znaczeniu regionalnym. Znajduje się na wysokości 190 m n.p.m.
Na stacji istnieje możliwość zakupu biletów na wszystkiego rodzaju pociągi oraz rezerwacji miejsc. 

## Linie kolejowe
- 330 Brno - Uherské Hradiště
- 341 Staré Město u Uh.Hradiště - Vlárský průsmyk